# 언하공단로
언하공단로(Eonhagongdan-ro)는 대한민국의 경상북도 영천시 동부동 중심부를 연결하는 도로이다.

## 노선 경로
- 삼거리 명칭 미상 - 포은로 (국가지원지방도 제69호선)
- 거리 명칭 미상 - 망정로